# جان بريور
جان بريور (بالإنجليزية: Jan Brewer) هي حاكمة ولاية أريزونا الأمريكية. ولدت في مدينة هووليود في ولاية كاليفورنيا في 26 أيلول/سبتمبر من سنة 1944 توفي والدها عندما كانت في سن الحادية عشرة وتنتمي جان بريور إلى الحزب الجمهوري الأمريكي تولت جان بريور منصب حاكم ولاية أريزونا في 20 كانون الثاني/ يناير من سنة 2009.
| سبقه جانيت نابوليتانو | حاكمة ولاية أريزونا 2009-الآن | تبعه |